# Előd
Előd est un prénom hongrois masculin.

## Étymologie
Le sens « prédécesseur » du mot előd en hongrois moderne fait que ce prénom est aujourd'hui souvent interprété comme « ancêtre », cependant le sens en hongrois ancien était « premier » ou « début », et le nom ancien signifiait sans doute simplement « premier-né ».

## Personnalités portant ce prénom
- Le premier personnage historique à s'appeler Előd était l'un des sept chefs magyars.